# Roger Lenaers

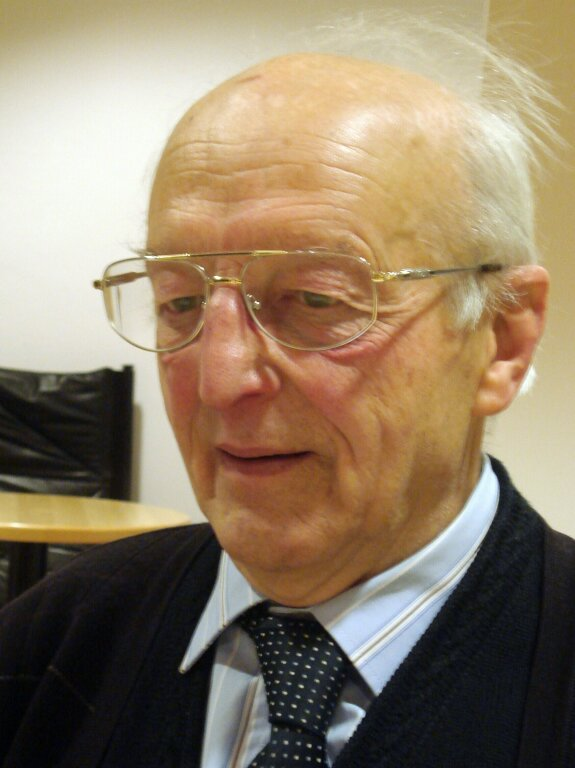
Roger Lenaers (2009)

Roger Charles Lenaers (* 4. Januar 1925 in Oostende, Belgien; † 5. August 2021 in Heverlee, Belgien) war ein belgischer Jesuit, Altphilologe und Theologe.

## Leben
Roger Lenaers war der Sohn eines Fischers, der eines Tages vom Fischfang zusammen mit einem anderen Sohn nicht mehr heimkehrte. Der Tod des Vaters und des Bruders prägte Roger. Er trat 1942 dem Jesuitenorden bei und studierte Philosophie, Theologie und Altphilologie an der Katholischen Universität Löwen und an der Päpstlichen Universität Gregoriana in Rom. 1955 wurde er zum Priester geweiht.
Lenaers unterrichtete Griechisch und Latein an Gymnasien seines Ordens und hielt Seminare am Hoger Instituut voor Wijsbegeerte (HIW), der Theologischen Fakultät der Katholieke Universiteit Leuven. Als klassischer Philologe spezialisierte er sich auf die Didaktik alter Sprachen und veröffentlichte dazu mehr als 30 Beiträge.
Von 1995 bis 2016 war er Pfarrer von Vorderhornbach in Tirol, danach zog er sich ins belgische Löwen zurück.

## Anliegen und Themen seiner Theologie
Roger Lenaers’ Spezialgebiet waren Fragen der Modernität (verstanden als die Weltanschauung, die mit der Aufklärung angefangen hat, als Frucht der modernen Wissenschaften und des Humanismus der Renaissance) und der Säkularisierung. 2000 und 2002 veröffentlichte er zwei längere Essays in niederländischer Sprache: De Droom van Nebukadnezar und Uittocht uit oudchristelijke mythen. Darin durchdenkt er die Kollision zwischen der Modernität und den überlieferten Glaubensvorstellungen, um den Glauben mit Hilfe einer Neuformulierung die Glaubensbotschaft mit der Modernität zu versöhnen. Beide Schriften erregten zunächst in Flandern, dann darüber hinaus großes Aufsehen. De Droom van Nebukadnezar wurde in sechs Sprachen übersetzt. 2008 folgte eine zweite, sprachlich überarbeitete Auflage. Im Februar 2009 erschien in niederländischer Sprache sein Buch Al is er geen God-in-den hoge (Obwohl es keinen Gott in der Höhe gibt…).
Hauptanliegen von Lenaers war ein Übergang von vormodernem, heteronomem zu theonomem Denken in der Theologie. Er stellte zunächst dem heteronomen Denken (das bedeutet bei ihm die Annahme einer Welt, die außerhalb der für Menschen wahrnehmbaren realen Welt liegt) das autonome Denken gegenüber. Unter autonomen Denken verstand er das heutige naturwissenschaftliche Denken, das keinen „Platz“ mehr für heteronome Vorstellungen (zum Beispiel Gott wohnt in einem Himmel da oben) hat.
Unter moderngläubigem, theonomem Denken verstand er die „Versöhnung von Autonomie und Gottesglaube“ in dem Sinn, dass Gott die tiefste Wesenheit des gesamten Kosmos ist. Nach dieser Vorstellung gibt es nur noch eine Welt, die für Menschen wahrnehmbare. Diese ist allerdings „heilig, weil sie die fortwährende Selbstoffenbarung jenes heiligen Geheimnisses ist, auf das wir mit dem Begriff 'Gott' deuten“.

## Schriften
- De Droom van Nebukadnezar. Of het einde van een middeleeuwse kerk. Tijdschrift voor Geestelijk Leven (TGL), Leuven 2000.
  - deutsche Übersetzung: Der Traum des Königs Nebukadnezar. Das Ende einer mittelalterlichen Kirche. copy-us Verlags GmbH, Kleve 2005, ISBN 3-935861-15-X.
  - englische Übersetzung: Nebuchadnezzar’s Dream or the End of a Medieval Catholic Church. Gorgias Press, Piscataway 2007.
  - spanische Übersetzung: Otro Cristianismo es posible. Fe en lenguaje de modernidad, Editorial Abya Yala, Quito 2008.
  - italienische Übersetzung: Il sogno di Nabucodonosor. Fine della chiesa cattolica medievale. Massari Editore, Bolsena 2009.
  - portugiesische Übersetzung: Outro cristianismo é possível. A fé em linguagem moderna. Paulus Editora, São Paulo 2010.
  - französische Übersetzung: Un autre christianisme est possible. La fin d’une église moyenâgeuse. Golias, Villeurbanne 2011.
- Uittocht uit oudchristelijke mythen. Geloven na „De droom van Nebukadnezar“. Tijdschrift voor Geestelijk Leven (TGL), Leuven 2002.
- Al is er geen God-in-den hoge. Pelckmans Uitgeverij, Kapellen 2009.
  - deutsche Übersetzung: In Gott leben ohne Gott. copy-us Verlags GmbH, Kleve 2011, ISBN 978-3-935861-28-1.
  - deutsche Übersetzung (2. Teil): Gläubiger Abschied von der Religion. copy-us Verlags GmbH, Kleve 2012, ISBN 978-3-935861-31-1.
- Jesus von Nazaret, een mens als wij? Pelckmans Uitgeverij, Kapellen 2015.
  - deutsche Übersetzung: Jesus von Nazareth, ein Mensch wie wir? copy-us Verlags GmbH, Kleve 2015, ISBN 978-3-935861-38-0.
- 70 Kurzpredigten für alle Sonn- und Feiertage im Lesejahr A. Fromm Verlag, Saarbrücken 2016, ISBN 978-3-8416-0652-5.
- Kurzpredigten für alle Sonntage im Lesejahr B. Eigenverlag.
- Kurzpredigten für alle Sonntage im Lesejahr C. Eigenverlag.